# Добромильський замок
Добро́мильський за́мок (За́мок Ге́рбуртів) — розташований за 4 км на південь від міста Добромиля, що в Самбірському районі Львівської області. Пам'ятка архітектури другої половини XVI ст. загальнодержавного значення.

## Історія
Близько 1450 року львівський ловчий Микола Гербурт побудував на Сліпій горі біля Добромиля дерев'яний замок. Проте замок згорів під час нападу татар у 1497 р.
Будівництво мурованого замку почав Станіслав Гербурт 1566 р. відразу після того, як польський король Сигізмунд II Август надав місту Добромилю магдебурзьке право. У 1614 році Ян Щасний Гербурт завершив і дещо перебудував цю твердиню, надавши їй ренесансного вигляду. Вона мала винятково оборонні функції, житлові корпуси використовувались тільки для тимчасового мешкання.
З 1622 р. замок перейшов у власність Конєцпольських.
Після поділу Польщі австрійський уряд видав розпорядження розібрати старі укріплення, що й частково було зроблено.
До нашого часу збереглися:
- чотириярусна брамна бастея з рештками житлових приміщень
- два фрагменти мурів
- залишки однієї башти
- залишки криниці на подвір'ї замку (яма, завглибшки бл. 3 м)

У плані замок овальної форми, займав площу подовгастого гребеня гори і мав довжину 85 м, ширину — 25 м. Завдяки своєму розташуванню був неприступним.

## Цікаві факти
- Добромильський замок — найвищий (560 м над рівнем моря) та найвіддаленіший від Львова замок Львівщини.
- При хорошій видимості з мурів замку можна побачити міста Перемишль (бл. 30 км) і Самбір (бл. 40 км).

## Фотографії

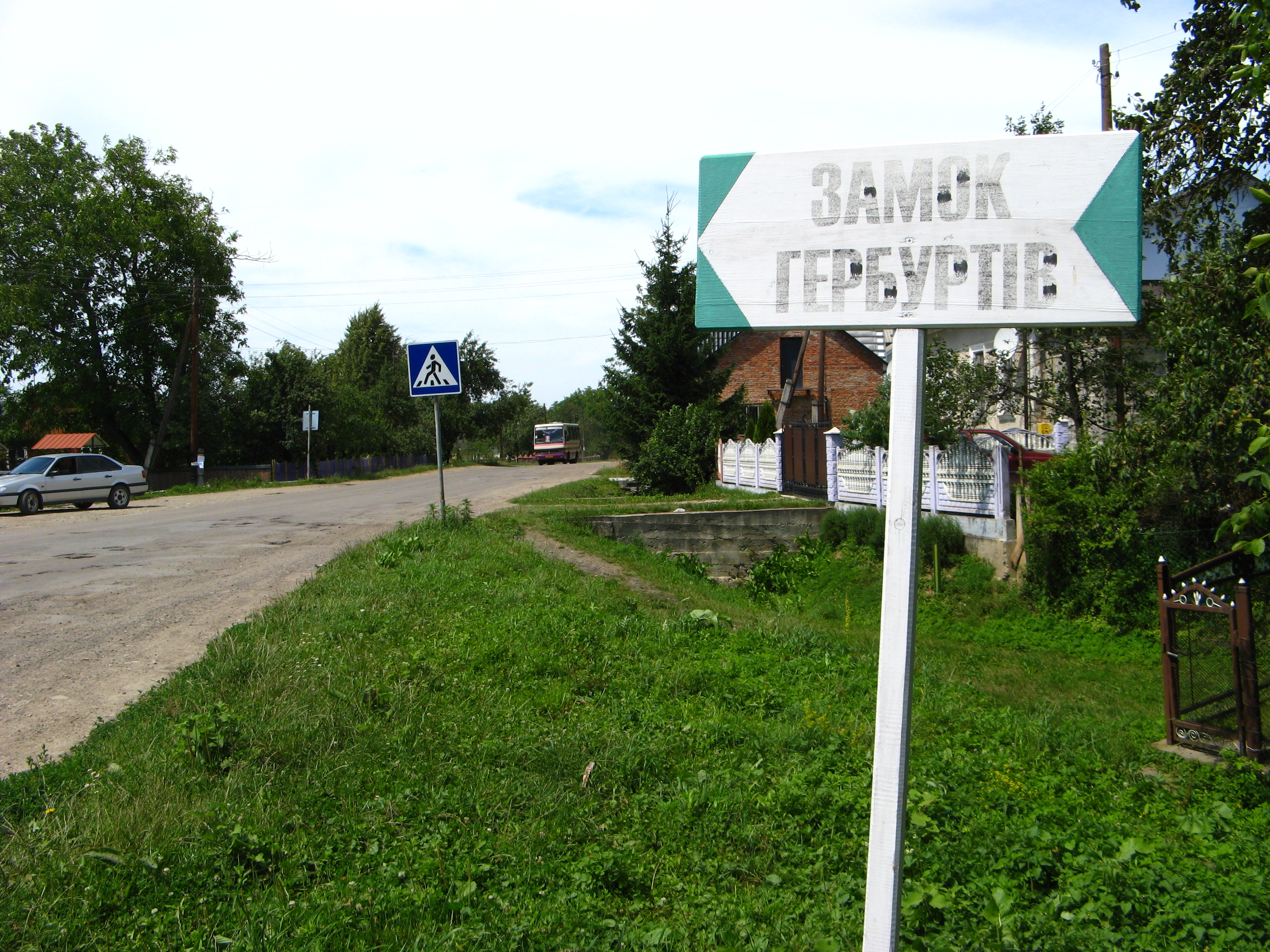
Вказівник при автошляху Т 1418 у селі Тернава (звідси найближче до замку)
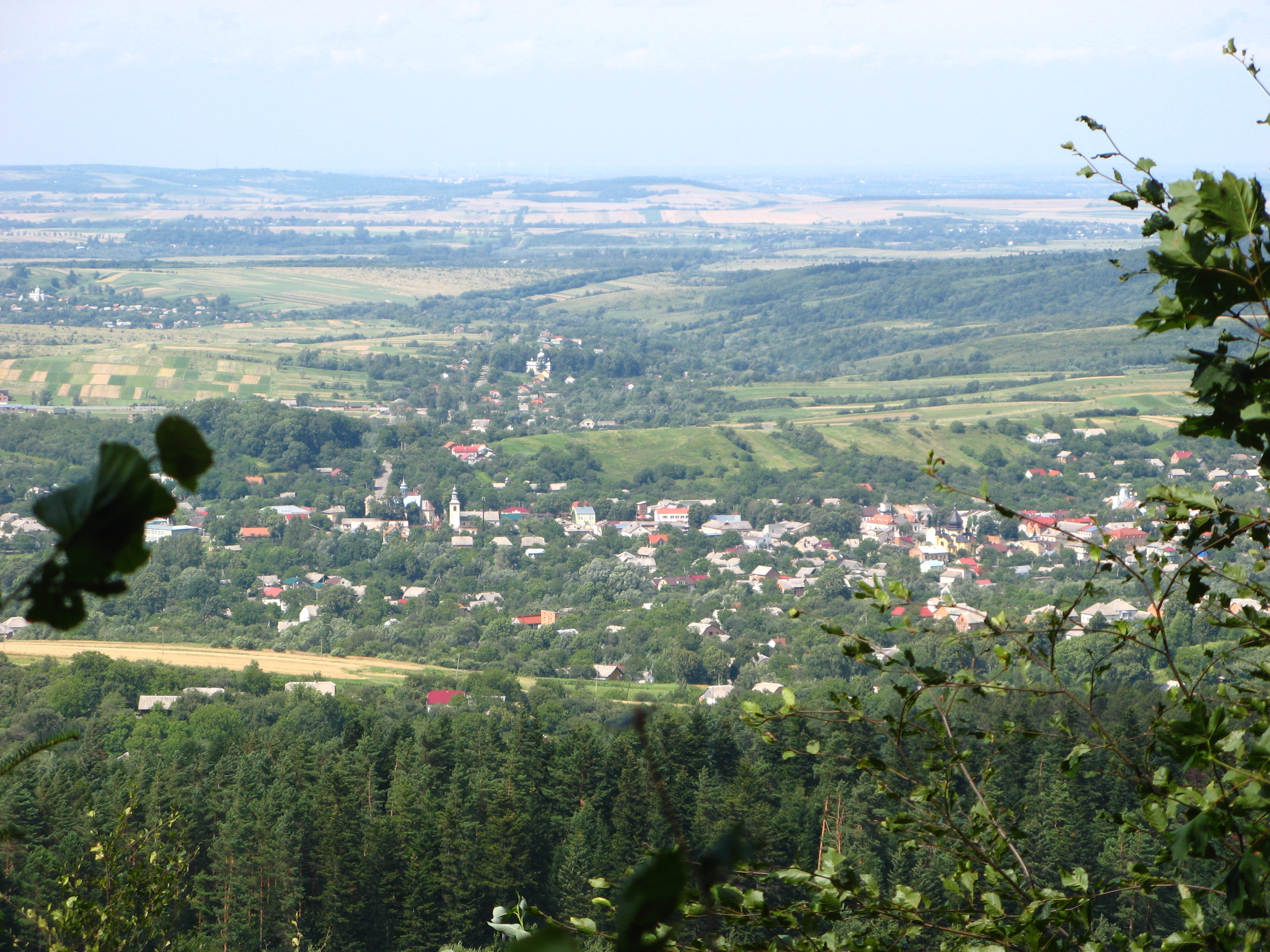
Вигляд із замкової гори на Добромиль та околиці (на обрії — місто Перемишль)
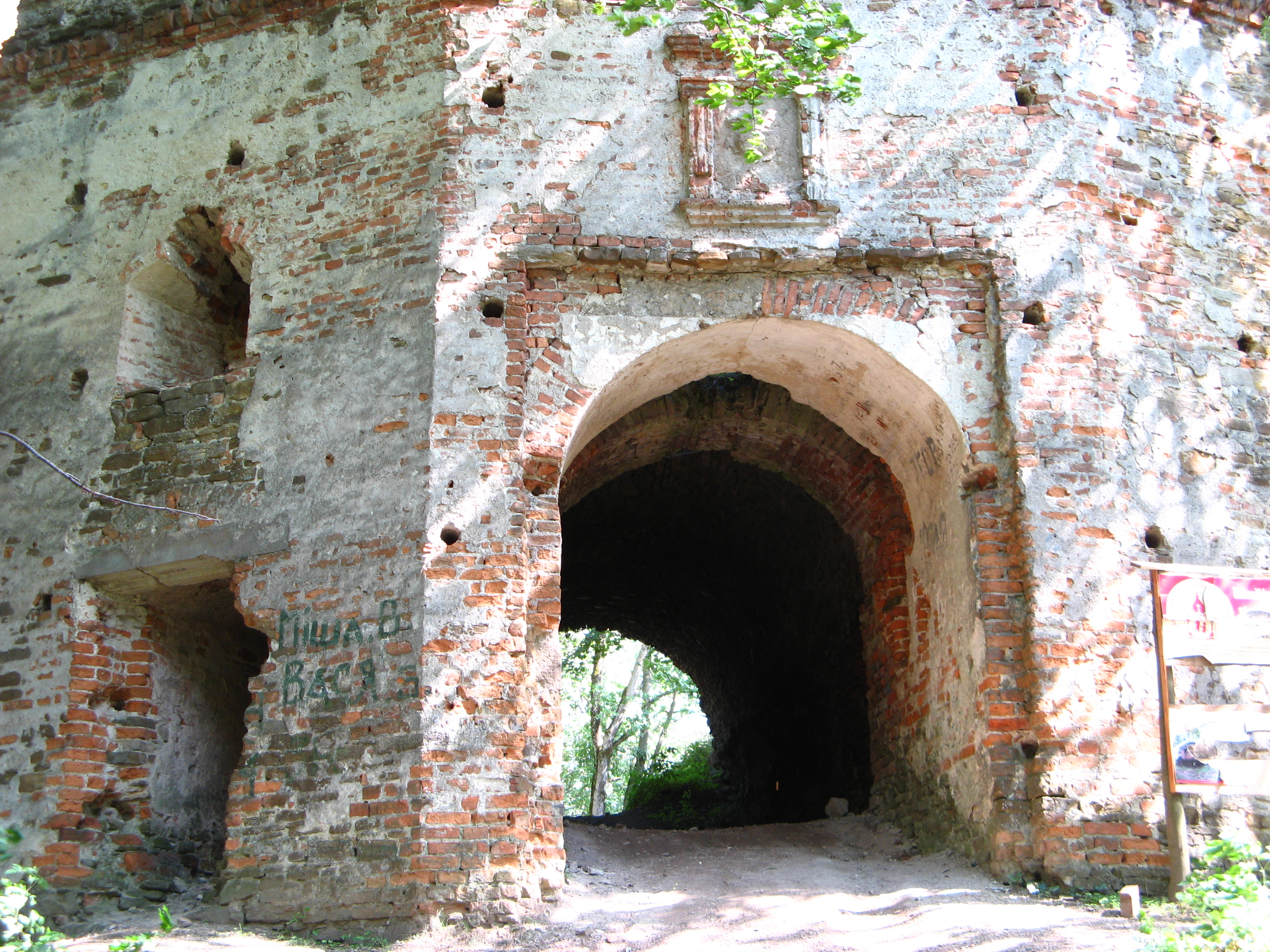
В'їзна брама і вхідні двері (зліва)
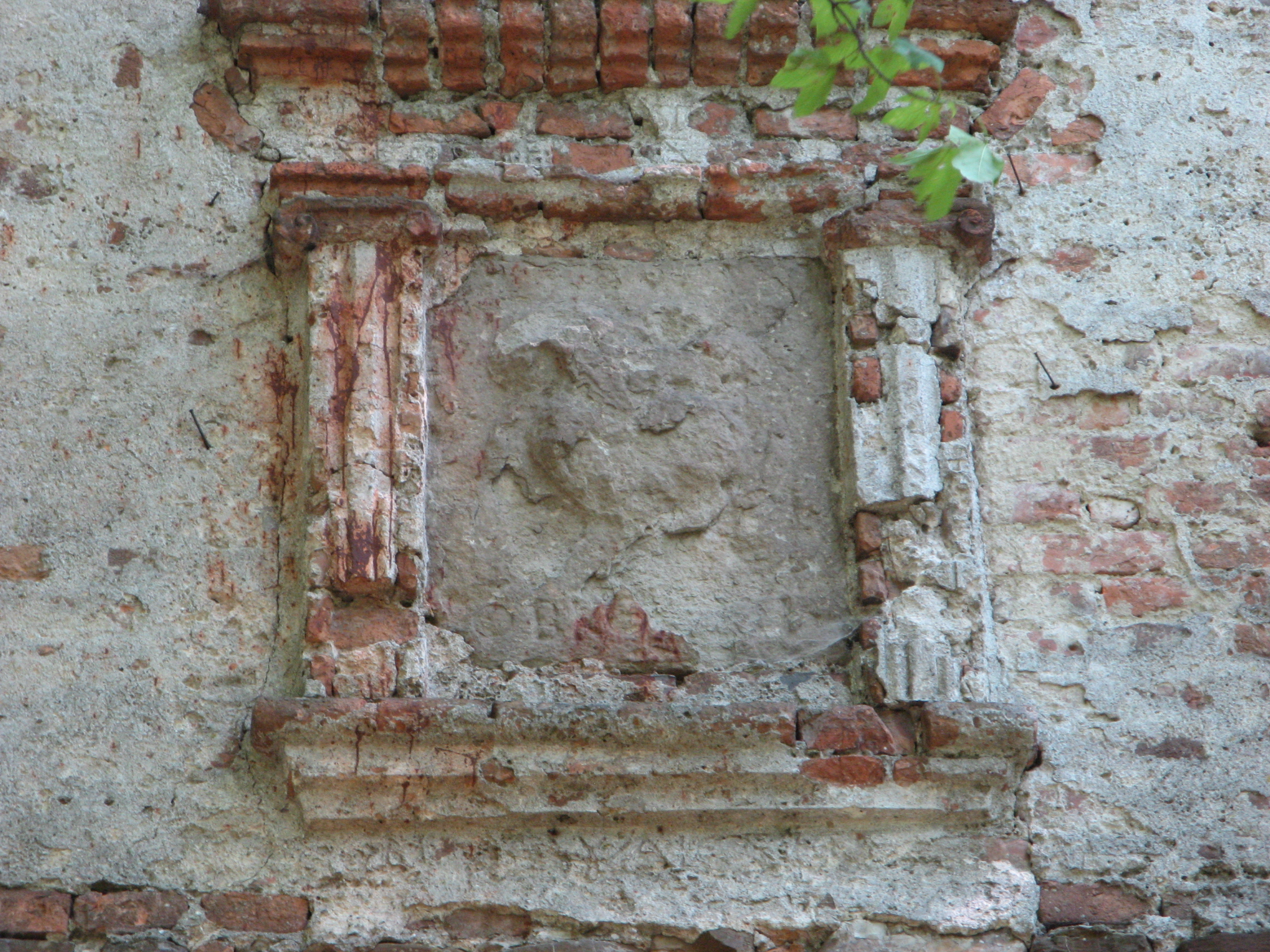
Залишки герба над брамою
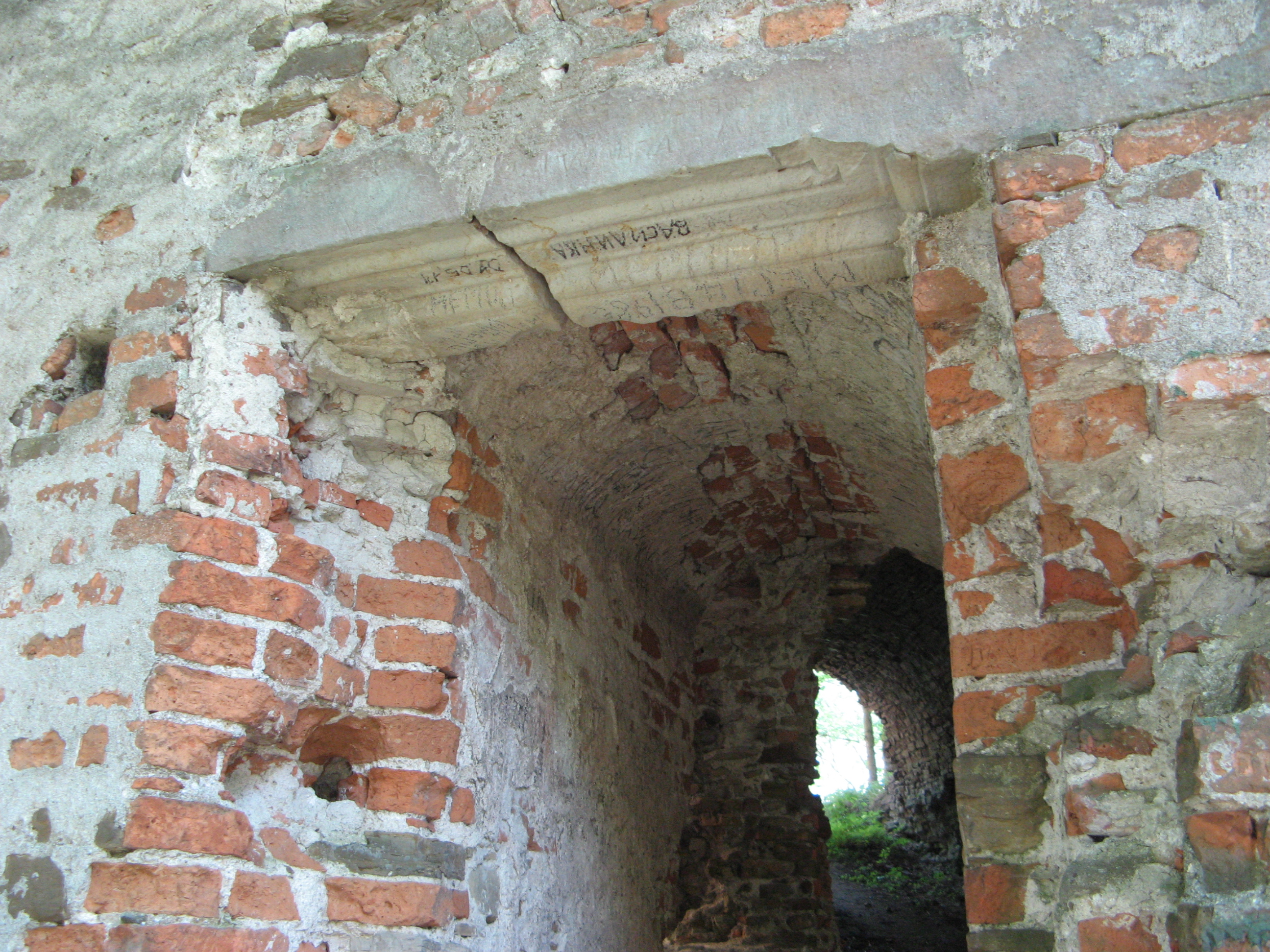
Залишки ренесансного порталу над вхідними дверима
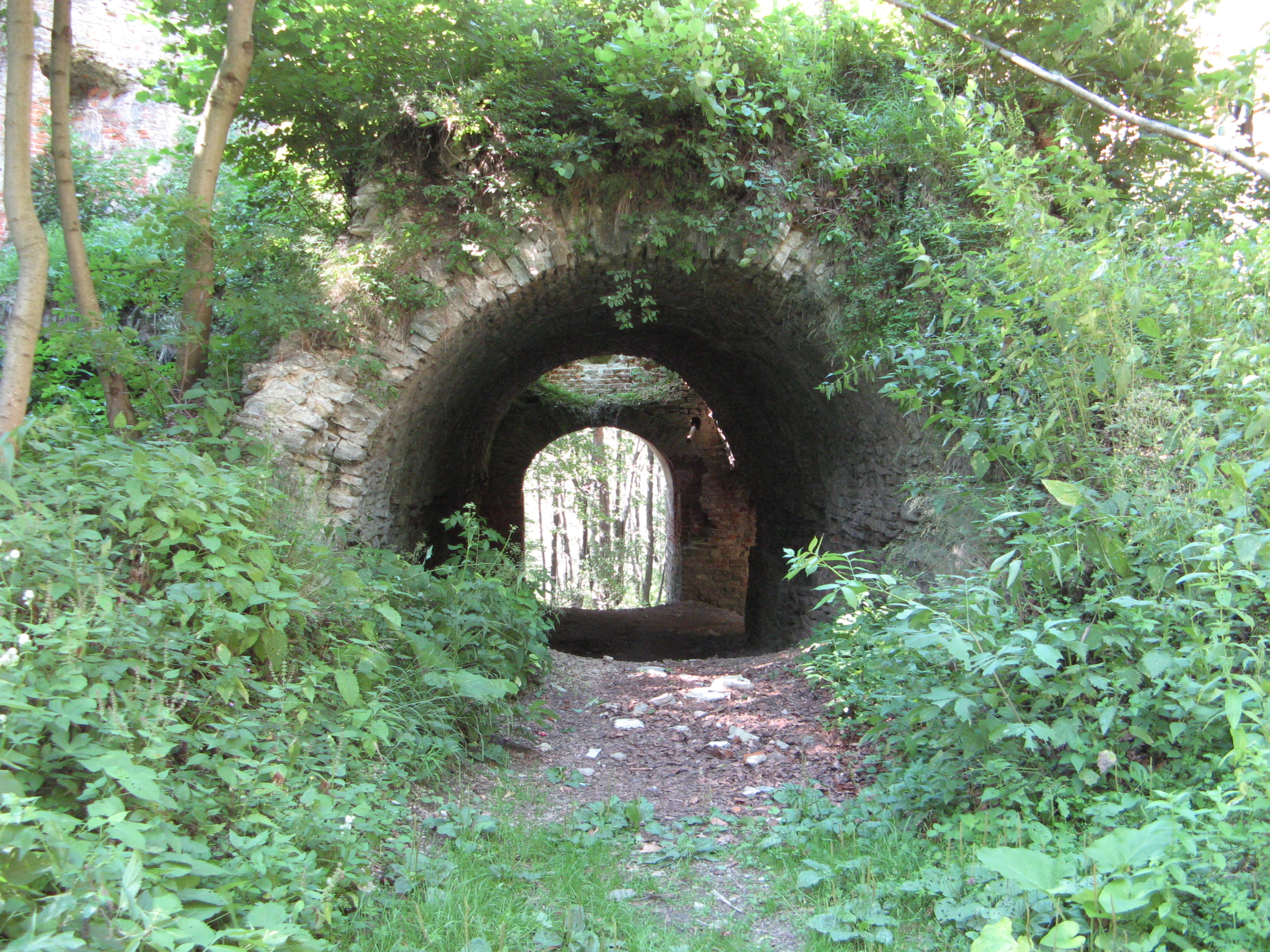
Вигляд на в'їзний коридор з подвір'я замку
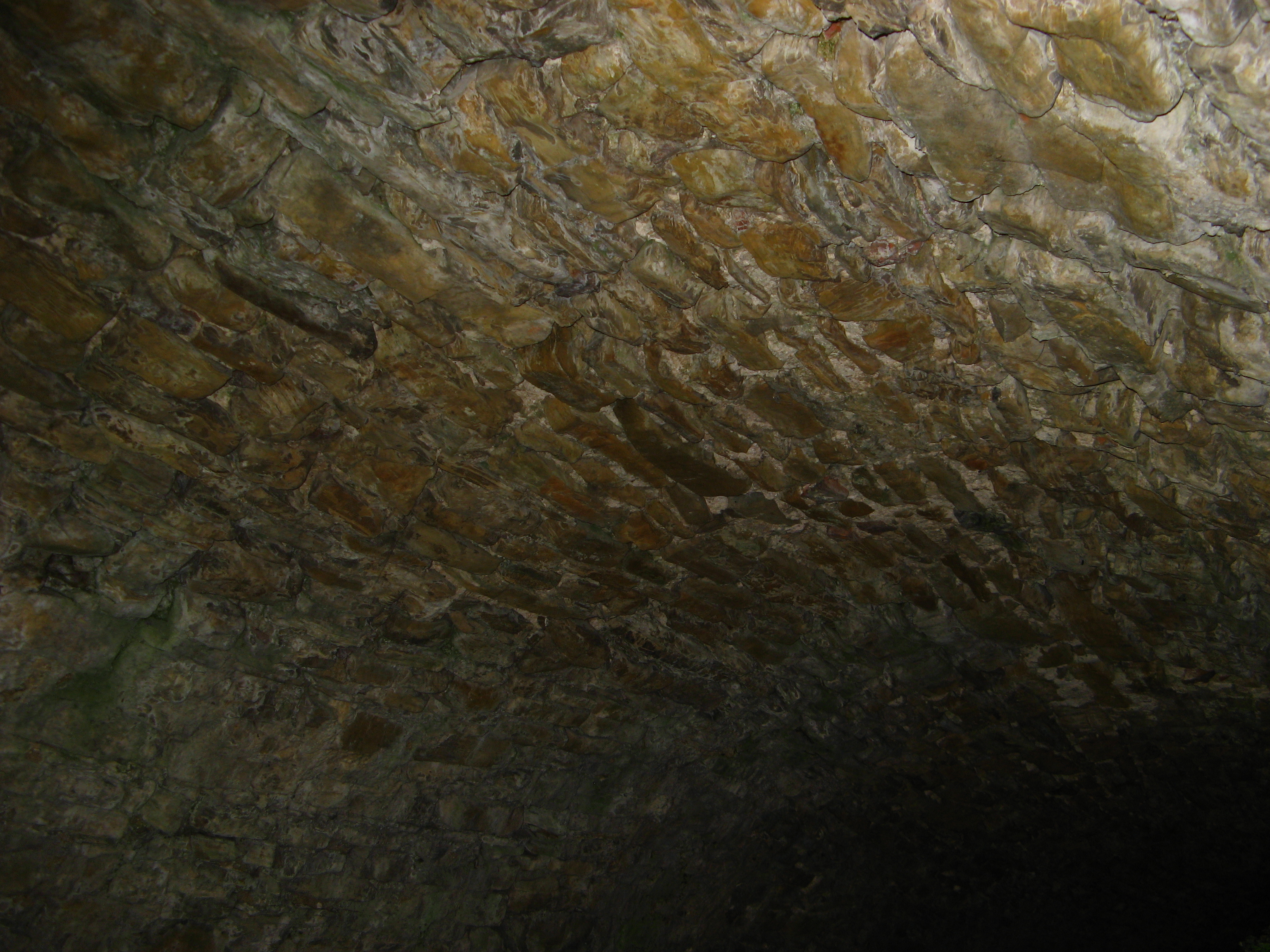
Кам'яне склепіння в'їзного коридору
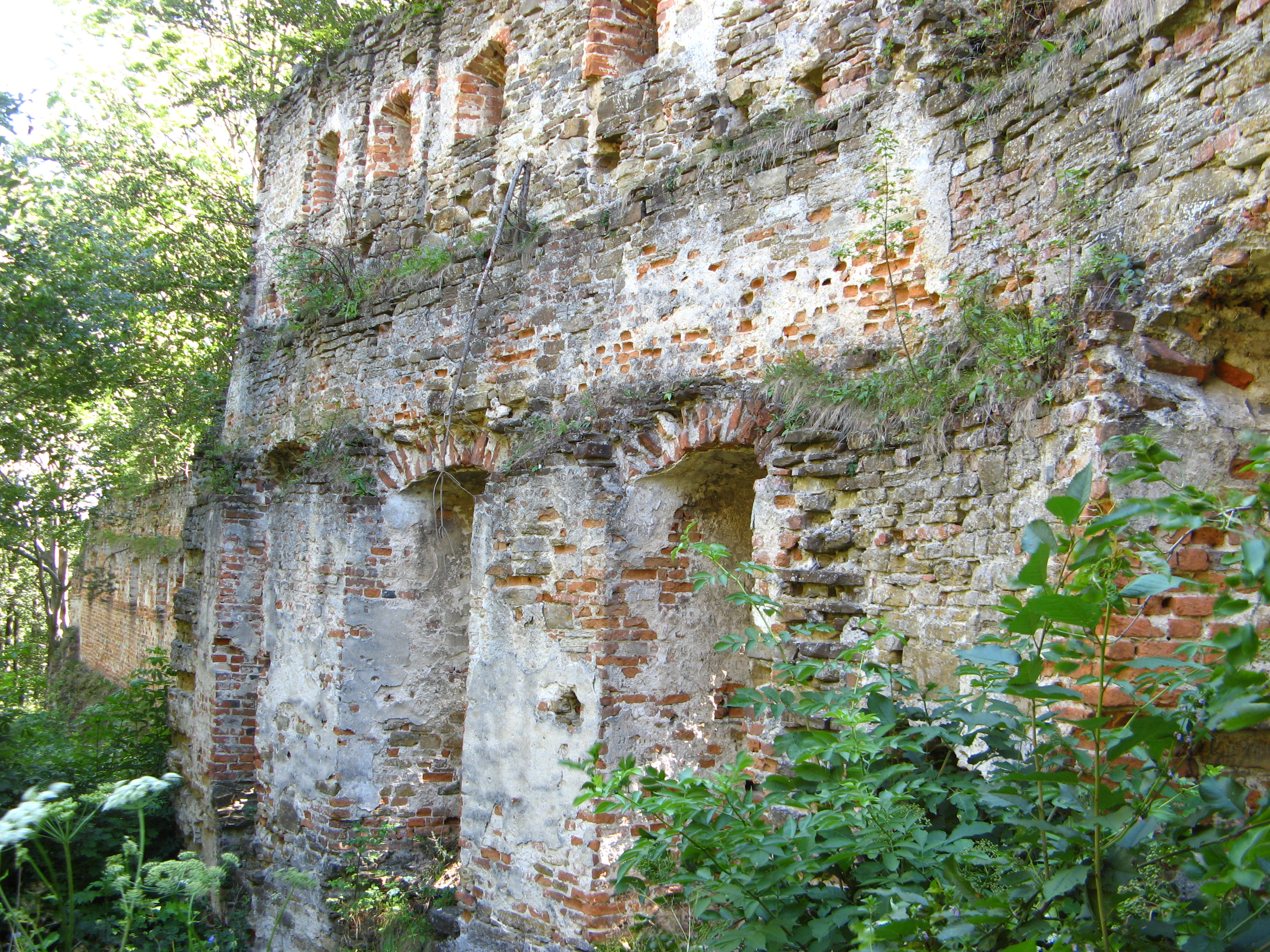
Південний мур з середини
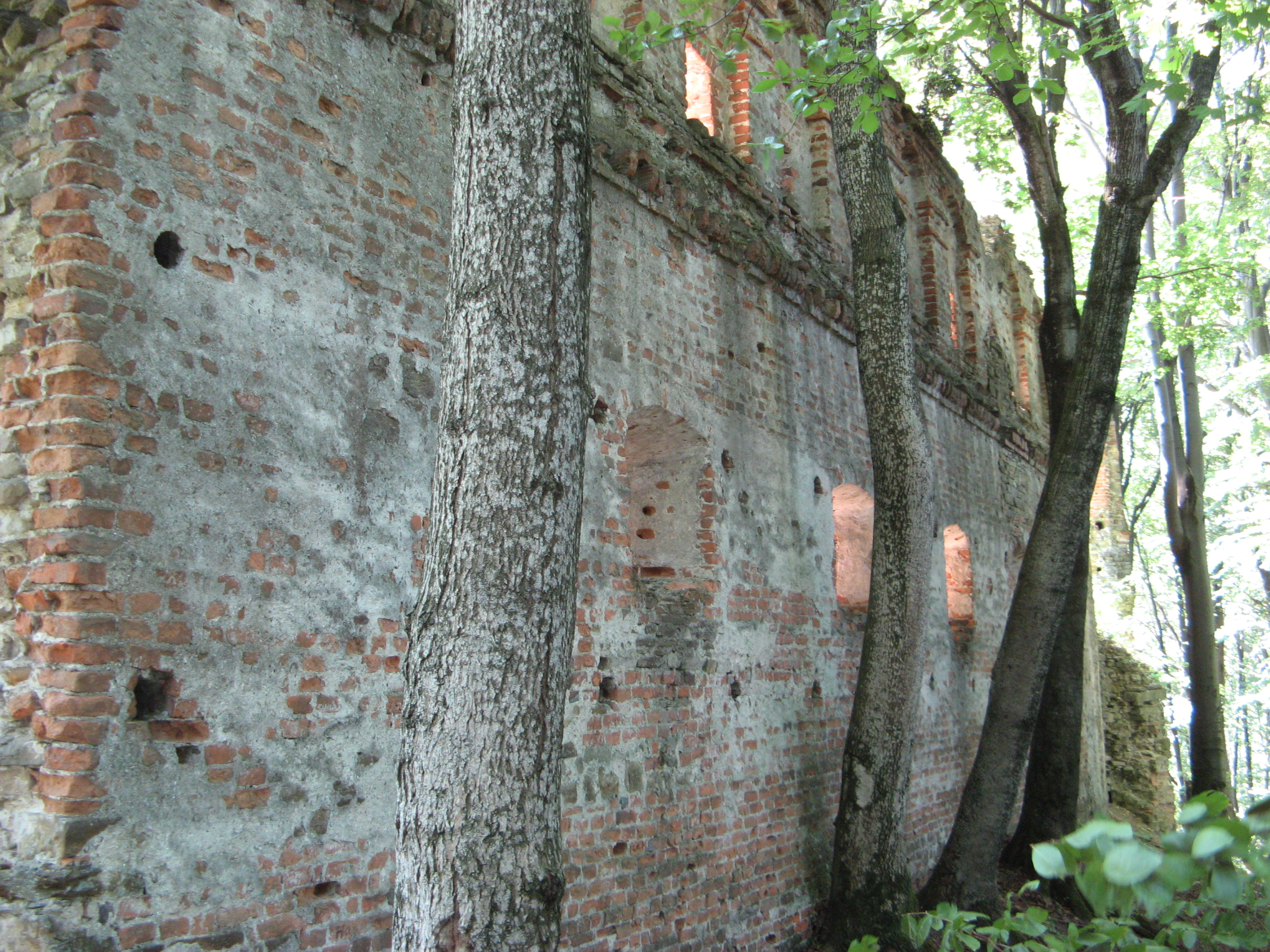
Північний мур ззовні
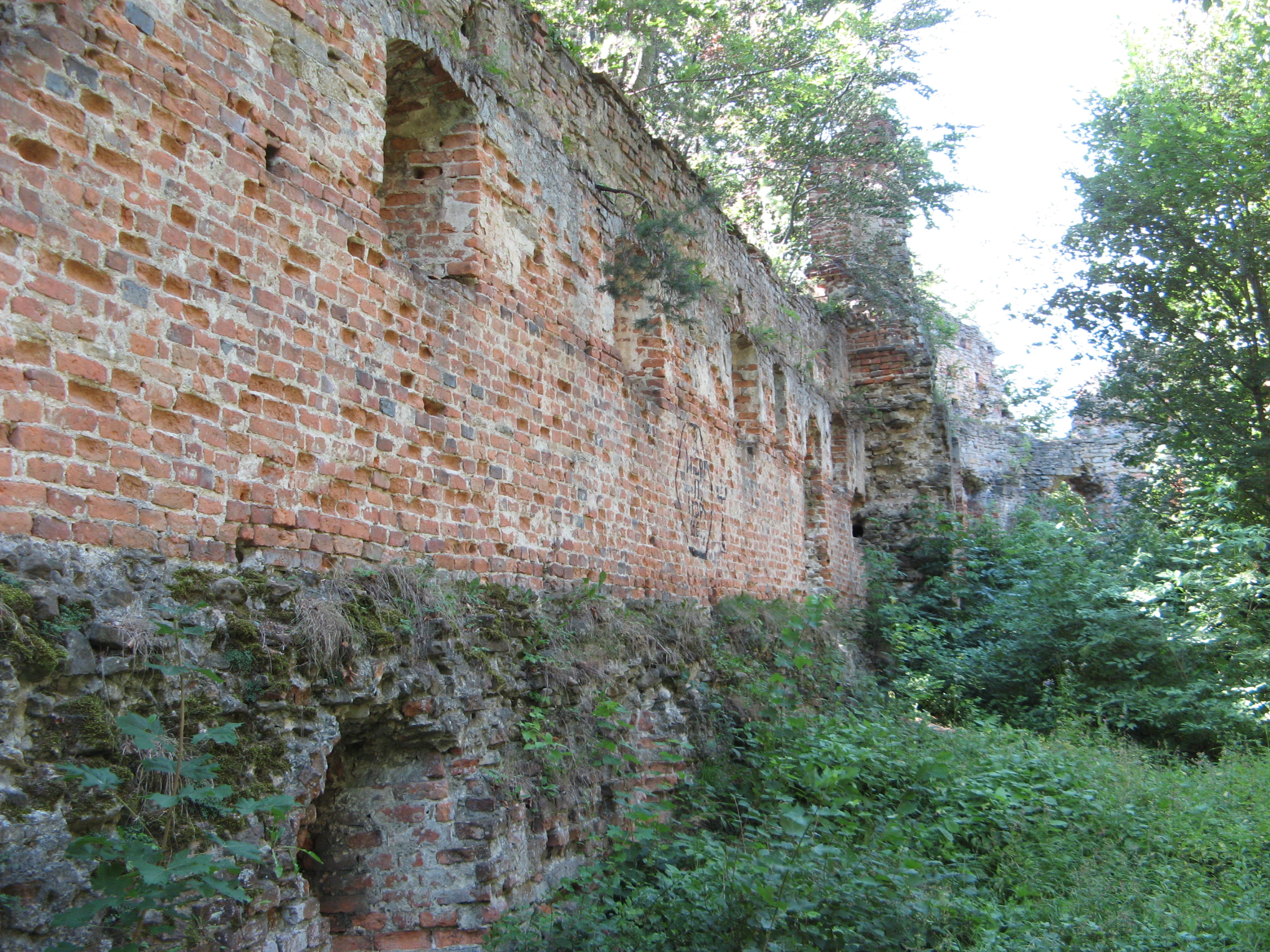
На замковому подвір'ї
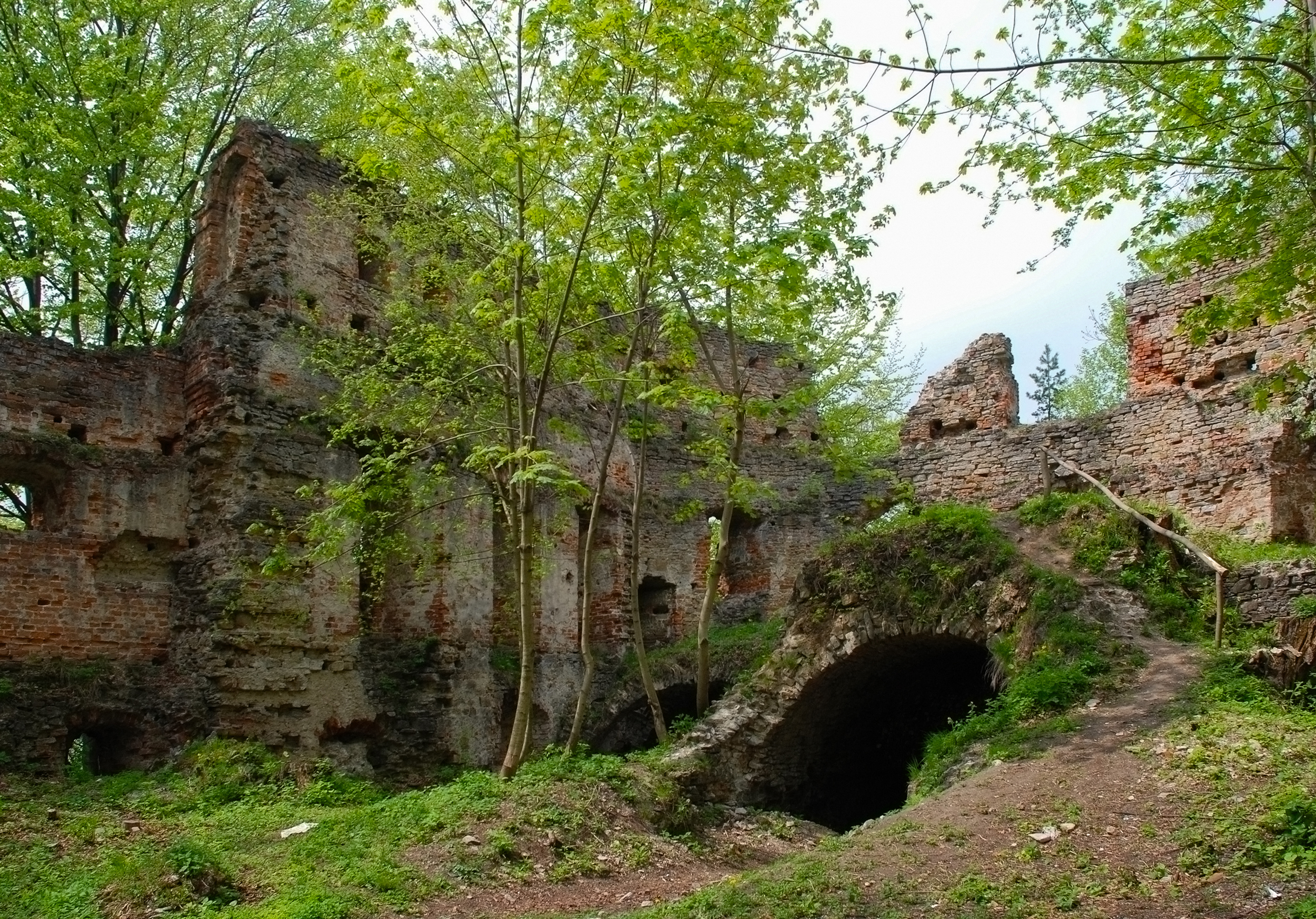
На замковому подвір'ї
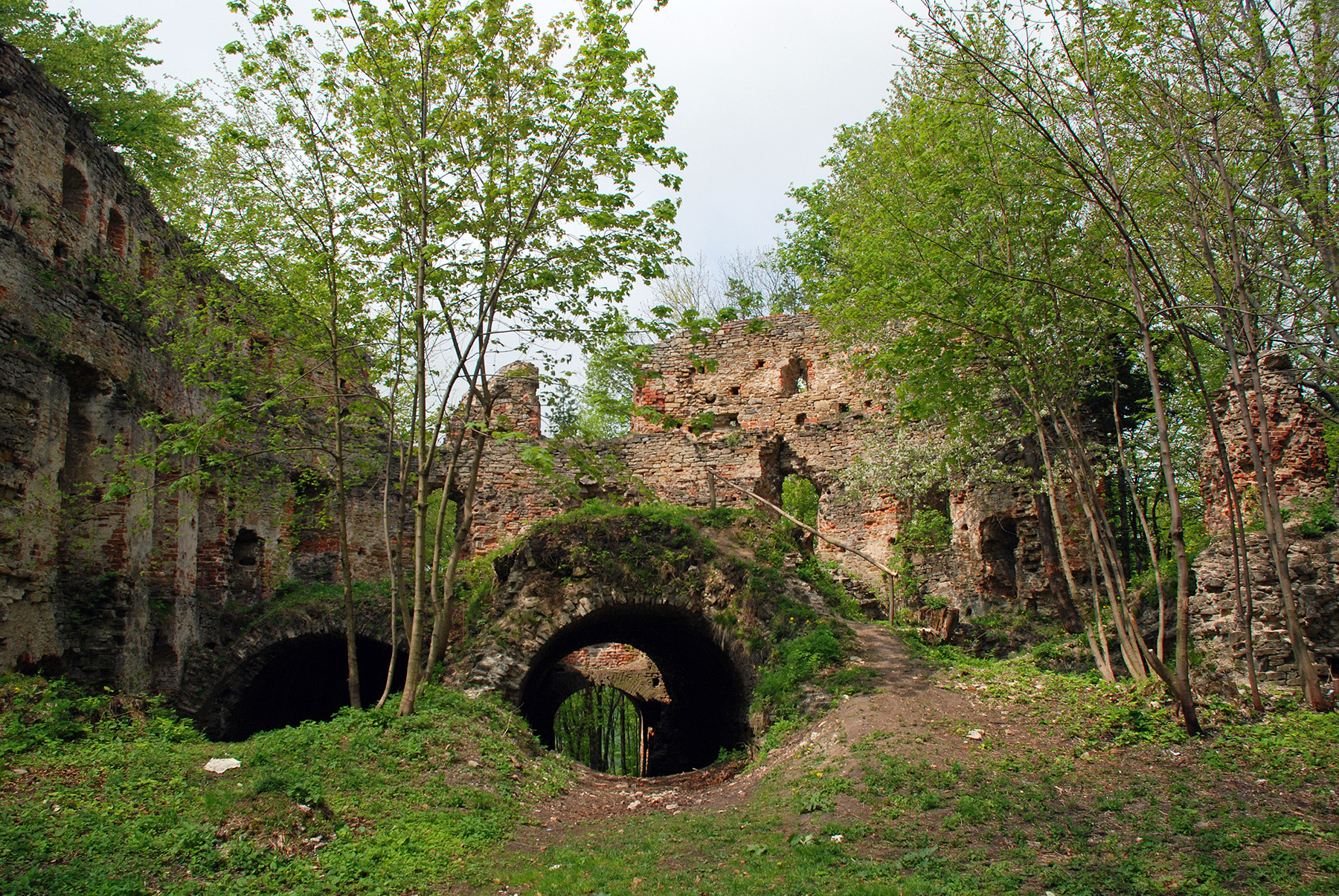
В'їзний коридор з подвір'я замку
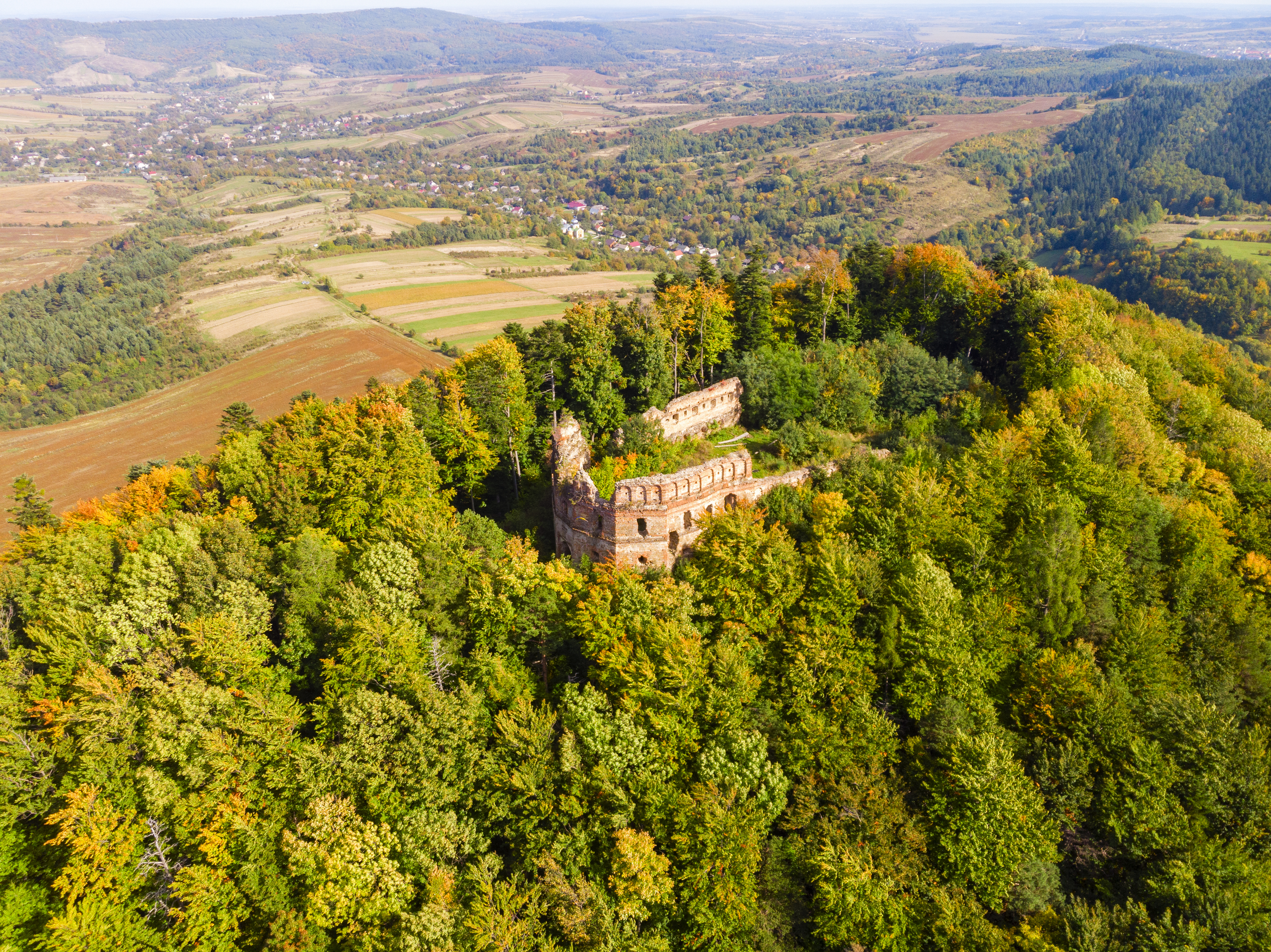
Вид на замок з висоти пташиного польоту